# Heather Davis
Pour les articles homonymes, voir Davis.
Heather Davis est une rameuse canadienne née le 26 février 1974 à Vancouver.

## Biographie
En 2000 à Sydney, Heather Davis est médaillée de bronze olympique en huit avec Heather McDermid, Laryssa Biesenthal, Alison Korn, Alison Korn, Theresa Luke, Dorota Urbaniak, Lesley Thompson-Willie et Buffy Alexander-Williams.

## Palmarès

### Jeux olympiques
- Jeux olympiques d'été de 2000 à Sydney
  -  Médaille de bronze en huit

### Championnats du monde
- Championnats du monde d'aviron 1998 à Cologne
  -  Médaille de bronze en huit